# Dune II
Dune II er et real-time strategy-spil – og forløberen til den meget populære Command & Conquer spilserie (Red Alert, Red Alert 2, Tiberian Sun m.fl). 
Dune II blev udgivet i 1992 af Westwood Studios. 
Dune II er baseret på Frank Herbert's roman, Klit og på David Lynch' film, Dune, fra 1984.
Selvom Dune II ikke er det første real-time strategy-spil, blev spillet genreskabende. Dune II inkluderede elementer som Fog of War, opbygning af base, indsamling af ressourcer, brugerstyring af de enkelte militære enheder – elementer som senere går igen i alle Westwood Studios real-time strategy-spil, i Warcraft serien og i mange andre real-time strategy-spil. 